# Смешанная парная сборная Словакии по кёрлингу на колясках
Смешанная парная сборная Словакии по кёрлингу на колясках — смешанная национальная сборная команда (составленная из одного мужчины и одной женщины), представляет Словакию на международных соревнованиях по кёрлингу на колясках. Управляющей организацией выступает Ассоциация кёрлинга Словакии (словац. Slovenský curlingový zväz, англ. Slovak Curling Association).

## Результаты выступлений

### Чемпионаты мира
| Год  | Место | Игры | Победы | Поражения | Состав (женщина, мужчина, тренер)                                          |
| ---- | ----- | ---- | ------ | --------- | -------------------------------------------------------------------------- |
| 2022 | 7     | 8    | 4      | 4         | Моника Кункелова, Радослав Дюриш, тренер: Даниэла Матулова                 |
| 2023 | 6     | 10   | 5      | 5         | Моника Кункелова, Радослав Дюриш, тренер: Даниэла Матулова                 |
| 2024 | 6     | 7    | 5      | 2         | Моника Кункелова, Радослав Дюриш, тренеры: Даниэла Матулова, Milan Bubenik |
| 2025 | 8     | 7    | 4      | 3         | Моника Кункелова, Радослав Дюриш, тренер: Даниэла Матулова                 |

(данные отсюда:)